# Eisenbahnunfall von Jokela

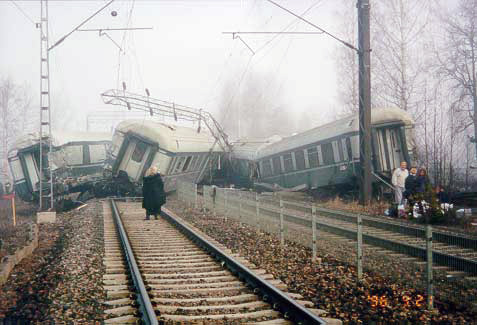
Eisenbahnunfall in Jokela

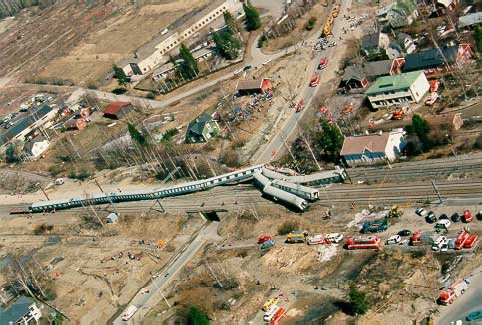
Luftbild der Unfallstelle

Der Eisenbahnunfall von Jokela ereignete sich am 21. April 1996 im Bahnhof Jokela in der finnischen Gemeinde Tuusula. Vier Menschen starben und 75 wurden verletzt, als der Nachtexpresszug P82 auf dem Weg von Oulu nach Helsinki in dichtem Nebel entgleiste.

## Unfallhergang
Am Sonntagmorgen, dem 21. April 1996, um 07:09 Uhr ereignete sich in Jokela ein schwerer Eisenbahnunfall. Der Expresszug P82, der von Oulu über Kontiomäki nach Helsinki fuhr, entgleiste 35 Minuten vor seiner Ankunft in Helsinki an einer Weiche. Die Lokomotive drehte sich gegen die Fahrtrichtung, stürzte auf das Gleisbett und zwei der elf Wagen des Zuges wurden gegen die Lokomotive geschleudert. Darüber hinaus entgleisten sechs weitere Wagen, vier davon stürzten auf das Gleisbett.
Im Unfallzug befanden sich 144 Personen. Vier von ihnen starben: der 52-jährige Lokführer, ein Begleiter auf der Lokomotive und zwei Fahrgäste im zweiten Sitzwagen des Zuges. Darüber hinaus erlitten 75 Personen Verletzungen unterschiedlichen Ausmaßes. Bei den meisten entgleisten Wagen handelte es sich um Schlafwagen.
Der P82 verließ Kouvola mit etwa 6 Minuten Verspätung um 05:38 Uhr. In Lahti kam er mit 6,5 Minuten Verspätung an. Der Zug verließ Riihimäki nur etwa eineinhalb Minuten nach dem Fahrplan, in Hyvinkää war er planmäßig. Beim Verlassen von Riihimäki wurde der Lokführer per Funk darüber informiert, dass der Zug am Bahnhof Tikkurila zusätzlich hält, um Fahrgäste, die zum Flughafen wollten, aussteigen zu lassen. Während der Fahrt war der Lokführer mehrmals mit einer leichten Überschreitung der Geschwindigkeitsbegrenzung gefahren, um den Fahrplan einzuhalten.
Aufgrund des dichten Nebels und der hohen Geschwindigkeit bemerkte der Lokführer das grün blinkende Vorsignal nicht, das einen Gleiswechsel am nördlichen Ende des Bahnhofs Jokela ankündigte und die maximal zulässige Geschwindigkeit auf 35 km/h begrenzte. Die Sichtweite betrug zeitweise nur wenige Meter. Lokführer von Zügen, die vor dem Unfall am Unfallort vorbeifuhren, sagten aus, dass die Sichtbarkeit der Signale sehr schlecht gewesen sei. Darüber hinaus war die gedruckte und verteilte wöchentliche Information, die den Gleiswechsel ankündigte, uneinheitlich aufbereitet.
Beim Erreichen des Hauptsignals betrug die Geschwindigkeit des Zuges 133 km/h. Als der Lokführer das Hauptsignal bemerkte, das die Richtung in das Nebengleis anzeigte, leitete er eine Schnellbremsung ein. Die Geschwindigkeit des Zuges betrug noch 124 km/h, als die Lokomotive die Weiche befuhr.
Der Unfall löste außergewöhnlich große Rettungsaktionen aus, an denen mehr als 600 Menschen verschiedener Organisationen teilnahmen. Deren Wirksamkeit beruhte auf der Verfügbarkeit von ausreichend Fachkräften und hochwertiger Krankentransportausrüstung im Umfeld sowie einer guten Straßenanbindung zur Unfallstelle. Die Bergung des am längsten eingeklemmten Opfers dauerte etwa sieben Stunden.
Die Gleise und die Straßenunterführung wurden über mehrere hundert Meter beschädigt. Die Weiche, an der der Zug entgleiste, blieb intakt. Der entgleiste Zug fuhr gegen einen Strommast und riss mehrere hundert Meter Stromleitungen ab.
Der durch den Unfall verursachte Schaden betrug etwa 25 Millionen Finnische Mark, und der Gesamtschaden für die Gesellschaft betrug fast das Dreifache. Die Lokomotive Sr1 3048 des Unfallzuges wurde als erste Lokomotive der Baureihe Sr1 aufgrund von Unfallschäden ausgemustert. Auch vier Wagen des Zuges – Eip 23147, CEmt 24098, Rkt 23837 und Eit 23101 – mussten verschrottet werden.

## Zusätzliche Erkenntnisse aus dem Unfallbericht
Der Lokführer hatte einen stark betrunkenen Bekannten ohne entsprechende Erlaubnis als Fahrgast mit auf die Lokomotive genommen. Zudem hatte er sich nicht sorgfältig mit den schriftlichen Anweisungen der Verkehrsleitung, die Zugbegleiter und Lokführer wöchentlich die Gleisarbeiten auf jedem Streckenabschnitt, die Geschwindigkeitsbegrenzungen und andere für den sicheren Transport des Zuges notwendige Informationen erläutern, vertraut gemacht. Diese Unterlagen galten jedoch nur als Hilfestellung, da der Zug entsprechend der gestellten Signale verkehren musste.